# 平城宫
34°41′28″N 135°47′44″E / 34.69111°N 135.79556°E

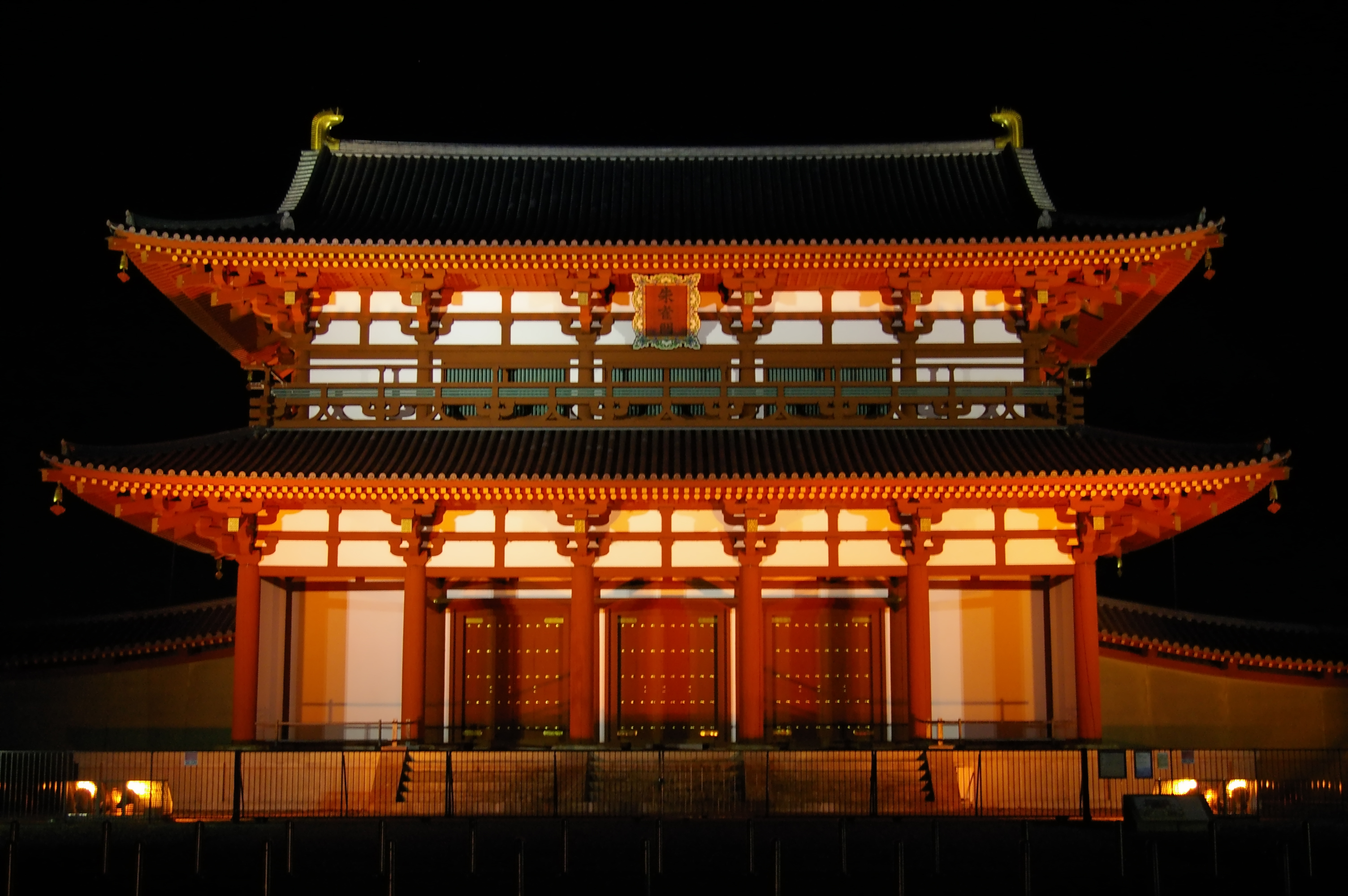
朱雀門

平城宮（日语：／ Heijō-kyū */?）是日本於710年遷都奈良後建設于平城京大内中的宮室。位于平城京的北端，現今奈良縣奈良市佐紀町、法華寺町與二条大路南。由舉行禮儀儀式的朝堂院和官員辦公的官衙（役所）組成。遷都平安京後，該宮被放棄，變為農地。在明治時代，當時的建築史家關野貞于田野中發現了一塊高地，后被證實就是大極殿的遺址。平城宮跡（日语：／）于1922年被日本政府指定為史跡（後指定為特別史跡）。根據遺跡的發掘成果，朱雀門（1998年竣工）和庭園的復原工程已經完工。并在2010年完成大極殿的復原工程。在1998年12月，以「古都奈良的文化財」而與東大寺等建筑共同列入世界遺產名單，也是日本第一個登入世界遺產的考古遺跡。

## 平城宮跡設施

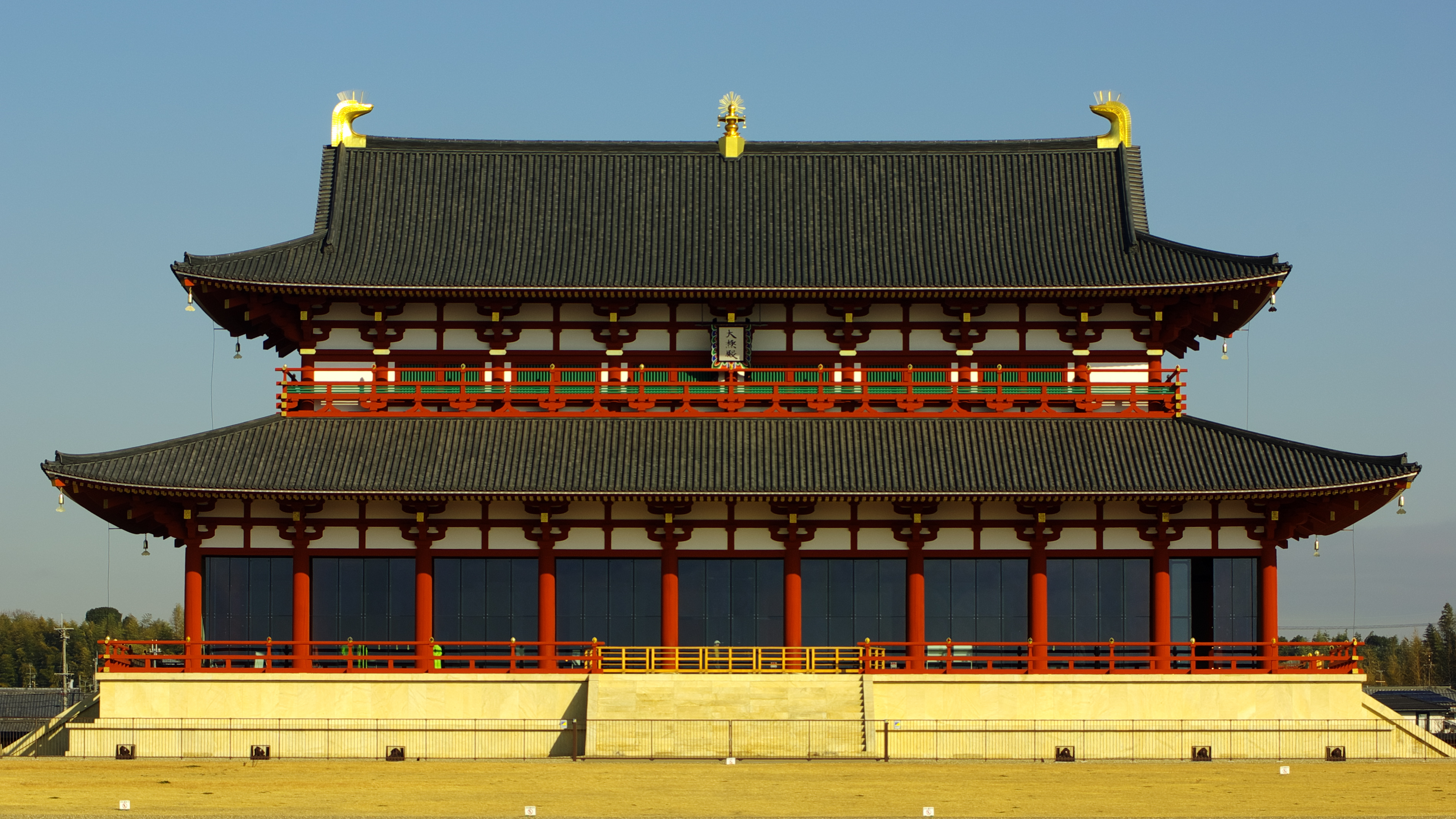
第一次大極殿

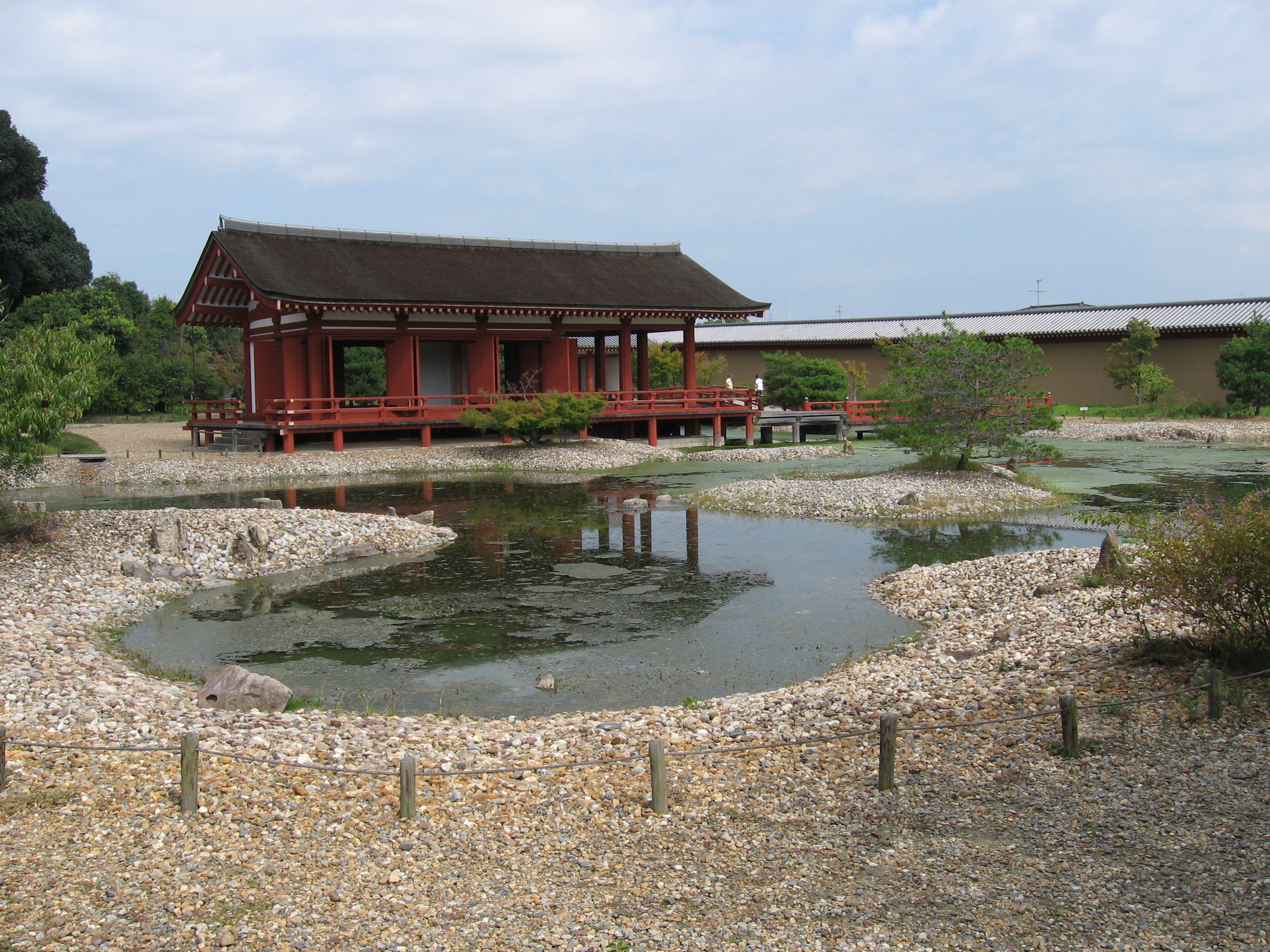
東院庭園

- 第一次大極殿復原（2010年）完成。
- 第二次大極殿基壇復原。
- 朱雀門復原（1998年）完成。
- 朱雀大路廣場
  - 棚田嘉十郎銅像
- 兵部省、式部省－基壇、礎石復原。
- 平城宮跡資料館－全體模型、大極殿院模型等。
- 遺構展示館－建在發掘遺跡之上、見學可能。
- 平城京歷史館－遣唐使船復原展示。
- 宮內省－建物群、築地復原。
- 東院庭園－庭園、樓閣等復原。日本特別名勝。

## 關聯條目
- 藤原京
- 平城京
- 平城遷都1300年記念事業
- 日本建築史
- 京奈和自動車道
- 關西文化學術研究都市
- 近鐵奈良線

## 外部連結
- 平城宮跡資料館 （页面存档备份，存于）
- 奈良世界遺産市民Netwoek